# Красносілка (Іршанська селищна громада)
Красносі́лка — село в Україні, у Коростенському районі Житомирської області. Кількість населення становить 68 осіб.
У 1927—54 роках — адміністративний центр Красносілківської сільської ради Коростенського району.